# Chemins de Fer Royaux du Cambodge

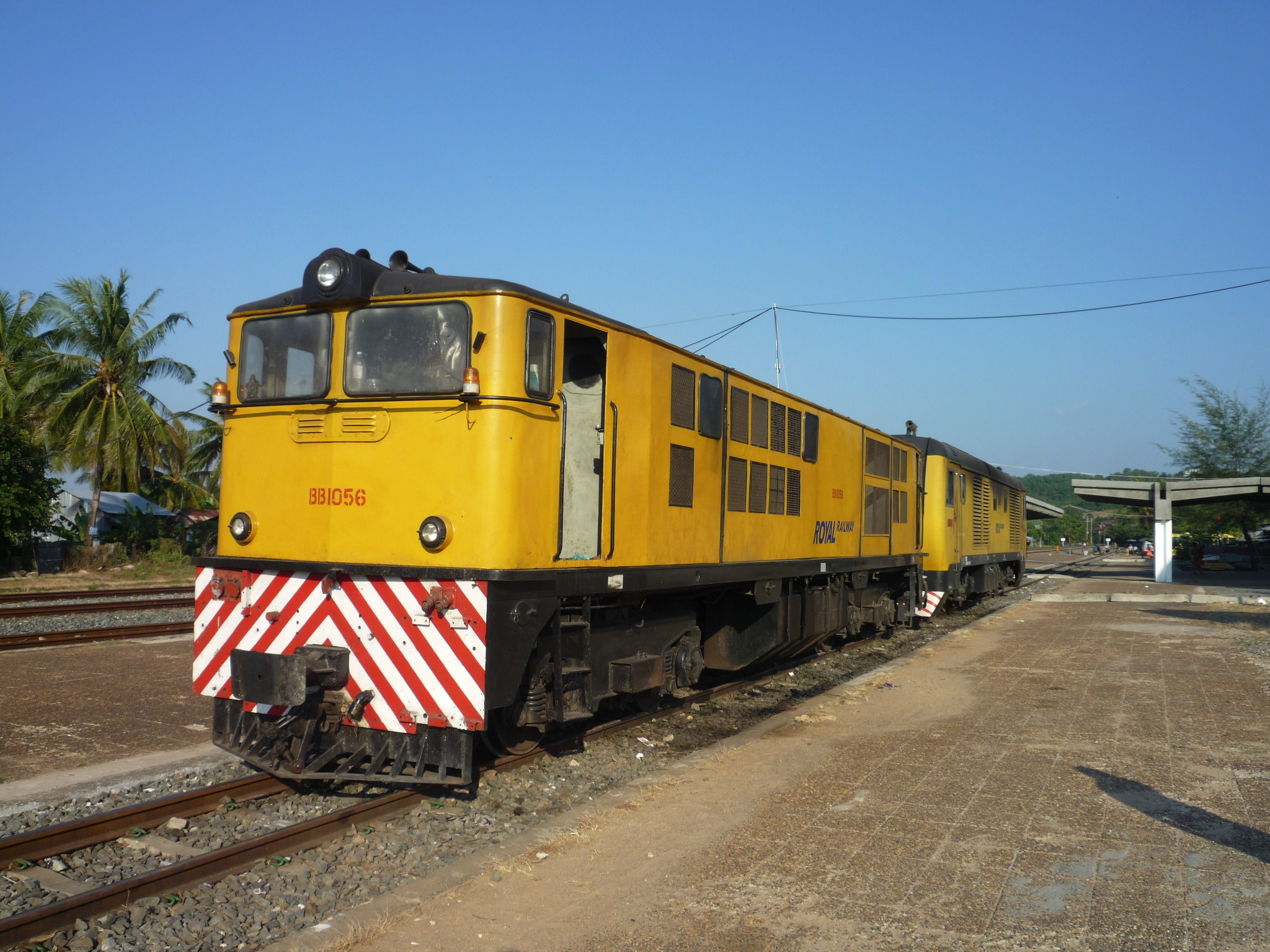
Diesel-Lok der Royal Railway

Die Chemins de Fer Royaux du Cambodge (CRC oder CFRC) waren – mit zwischenzeitlichen Namensänderungen – die staatliche Eisenbahngesellschaft Kambodschas von 1953 bis 2009.

## Entstehung und kurze Geschichte
Mit der Unabhängigkeit Kambodschas 1953 übernahm der neue Staat auch die von der Kolonialverwaltung Französisch-Indochinas errichtete Nordbahn von der bisherigen Betreibergesellschaft Compagnie générale des colonies.
Das Königreich Kambodscha gründete dafür die Chemins de Fer Royaux du Cambodge (CRC; Königlich-Kambodschanische Eisenbahn). Als die Südbahn von Phnom Penh nach Sihanoukville 1967 bis 1969 abschnittweise in Betrieb ging, wurde sie ebenfalls von der CRC betrieben.
Das Netz der CRC war meterspurig und hatte zur Zeit seiner größten Ausdehnung 1970 eine Gesamtlänge von 645 km (ohne Anschlussgleise).
Entweder schon während der Khmer-Republik des Generals Lon Nol, der die Monarchie abschaffte, spätestens aber unter den Roten Khmer wurde das „Royaux“ („königlich“) aus dem Namen der Staatsbahn gestrichen, die nun Chemins de Fer du Cambodge (CFC) (Kambodschanische Eisenbahn) hieß. Mit der Wiederherstellung der Monarchie kehrte im Jahr 1993 auch das „Royaux“ in den Namen der Eisenbahngesellschaft zurück.
Zum 12. Juni 2009 hat Kambodscha seine Eisenbahn auf 30 Jahre als Konzession an Toll (Cambodia) Co., Ltd., die im Geschäftsverkehr als Toll Royal Railway firmiert, vergeben, ein Joint Venture der australischen Toll Group und der kambodschanischen Royal Group. Damit ging zugleich die CRC unter.